# Anselmo Filippo Pecci
Anselmo Filippo Pecci OSB (* 24. Dezember 1868 in Tramutola; † 14. Februar 1950) war ein italienischer Ordensgeistlicher und römisch-katholischer Erzbischof von Acerenza-Matera.

## Leben
Anselmo Filippo Pecci besuchte die Schule in Marsico Nuovo und das Kleine Seminar der Abtei Cava de’ Tirreni. Pecci empfing am 13. September 1891 das Sakrament der Priesterweihe. 
Nach der Priesterweihe war Anselmo Filippo Pecci als Pfarrvikar in Tramutola tätig. Später wurde Pecci Kanzler der Territorialabtei Cava de’ Tirreni. 1895 trat er der Ordensgemeinschaft der Benediktiner bei und legte am 11. April 1896 die Profess ab. Er setzte an der Universität Neapel Federico II seine Studien fort, die er im Juli 1899 abschloss. Danach wurde Pecci Lehrer für die Fächer Latein und Griechisch am Kleinen Seminar der Abtei Cava de’ Tirreni und Studienpräfekt sowie Beichtvater für das Noviziat.
Am 22. Juni 1903 ernannte ihn Papst Leo XIII. zum Bischof von Tricarico. Der Erzbischof von Benevent, Benedetto Bonazzi OSB, spendete ihm am 28. Juni desselben Jahres in der Abteikirche von Cava de’Tirreni die Bischofsweihe; Mitkonsekratoren waren der Erzbischof von Manfredonia, Pasquale Gagliardi, und der Bischof von Sant’Angelo dei Lombardi-Bisaccia, Giulio Tommasi.
Am 18. September 1907 berief ihn Papst Pius X. zum Erzbischof von Acerenza-Matera. Papst Pius XII. nahm am 10. April 1945 das von Anselmo Filippo Pecci vorgebrachte Rücktrittsgesuch an und ernannte ihn zum Titularerzbischof von Soteropolis.